# Селятин
Селя́тин — село в Україні, в Чернівецькій області, Вижницькому районі, центр Селятинської сільської громади.

## Географія
У селі бере початок струмок Демен, правий доплив Путилки.
У селі струмок Рапочів впадає у річку Сучаву.

## Населення
За переписом 1900 року в селі Селятин Радівецького повіту були 962 будинки, проживали 4578 мешканців: 3275 українців, 2 липовани, 71 румун, 220 німців, 890 євреїв, 54 поляки, 3 угорці.

### Мова
Розподіл населення за рідною мовою за даними перепису 2001 року:
| Мова       | Кількість | Відсоток |
| ---------- | --------- | -------- |
| українська | 1154      | 98.38%   |
| російська  | 11        | 0.93%    |
| румунська  | 7         | 0.60%    |
| білоруська | 1         | 0.09%    |
| Усього     | 1173      | 100%     |

## Природні явища
Селятин — це найбільш грозове місце України. 45 днів року — грозові. Після нього йде Великий Березний Ужгородського району Закарпатської області — 43 дні на рік, Рахів — 41 день на рік. Селятин також відомий найтривалішою грозою. У 1948 р. вона почалася 10 червня о 15:30 і закінчилася 12 червня о 4:30, тобто тривала 37 годин. 
17 вересня 2017 в Карпатах пронісся потужний буревій. Максимальні пориви вітру подекуди  досягали 40 м/с. Він прийшов із Румунії, а його епіцентр припав саме на Селятин. Він налетів приблизно о 19:00 і тривав не більше півгодини, але наробив чимало шкоди (валив дерева, зривав дахи, і навіть перевертав автомобілі).

## Пам'ятки
- Церква Різдва Пресвятої Богородиці (Селятин) (1630 рік);
- Греко-католицька церква Святого Рівноапостольного Володимира (1848 рік).

## Відомі люди
- Ангельський Олег В'ячеславович — доктор фізико-математичних наук.
- Демешко Микола Іванович – головний лікар Чернівецького обласного клінічного кардіологічного диспансеру, заслужений лікар України. Народився 1949 р., с. Селятин, Путильський район. У 1966-1972 рр. навчався в Чернівецькому державному медінституті, після закінчення працював  лікарем-терапевтом Герцаївської районної лікарні. У 1973-1979 pp. - лікар-терапевт Чернівецької міської лікарні № 1, впродовж 1979-1983 pp. - головний лікар санаторія-профілакторія працівників автошосдора, з 1983-го по 1985 р. - лікар-кардіоревматолог вузлової лікарні ст. Чернівці, з 1985 по 1989 р. -  головний лікар Великокучурівської  лікарні Сторожинецького району. Протягом 1989-1992 pp. - лікаря-аташе, завідувач здоровпунктом Посольства СРСР у Республіці Гана. З 1992 - головний спеціаліст відділу охорони здоров’я Буковинського міжрегіонального товариства  «Модуль», з 1997 р. - головний лікар Чернівецького обласного клінічного кардіологічного диспансеру. У 2004 р. присвоєно почесне звання «Заслужений лікар України». Нагороджений Почесною грамотою Міністерства охорони здоров’я України, медаллю імені акад. М.Д. Стражеска «За заслуги в охороні здоров’я». Юхим Гусар.[4]
- Махліновський Сергій Данилович - військовик. Народився 04.01.1956 р. у прикордонному селі Шегині, Мостиський район, Львівська область, в родині офіцера-прикордонника. З 1977 року, після закінчення Московського Вищого прикордонного військово-політичного училища, проходив службу в Чернівецькому прикордонному загоні. З посади начальника 6-ї прикордонної застави, яка розташовується в селищі Селятин, був направлений на війну в Афганістан. Багато з тих подій сьогодні бачаться по-іншому. А тоді… Тоді «по той бік річки» йшла справжня війна, кривава та жорстока, неоголошена, а тому невідома. Сергій Махліновський особисто брав участь в 4-х бойових операціях. 29.06.1986 р. при проведенні бойової операції десантно-штурмова група, яку очолював майор, потрапила в засідку. Офіцер-прикордонник зумів вселити впевненість підлеглим. Чіткими і умілими діями організував оборону, а потім - миттєву контратаку. Прикордонники із боєм зайняли вигідну позицію. Десантно-штурмова група забезпечила висадку і вступ у бій головних сил прикордонників. Махліновський в цьому бою був тяжко поранений. Під час евакуації від розриву міни загинув. Майора Маліновського солдати поважали і називали просто Даниловичем. Ім’я Сергія Махліновського присвоєно прикордонній заставі в с. Селятин Чернівецького прикордонного загону 10 лютого 1999 року. Його ім'я літератор, бібограф В'ячеслав Шинкарь ввів до історико-краєзнавчого видання "І чорніли тюльпани..." (м. Вернівці : Відавничо-інформаційний центр "Місто" , 2020. - С. 124).[5]

## Галерея

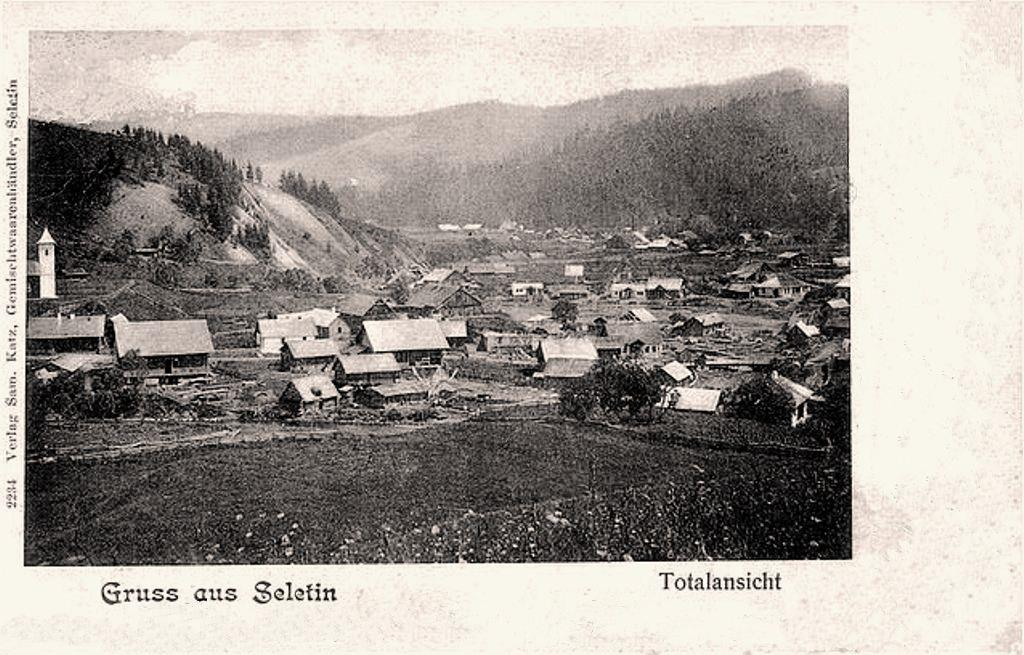
Селятин в 1914 р.
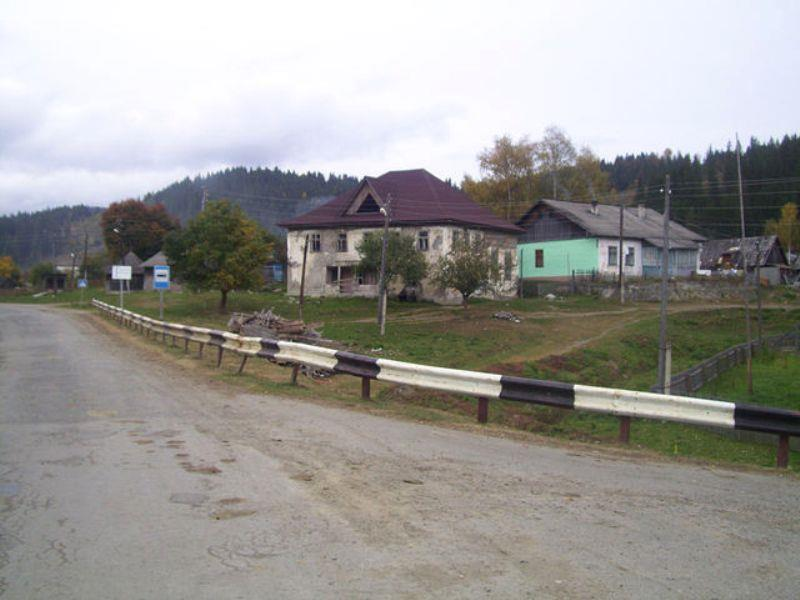
Вулиця і будівля синагоги в Селятині
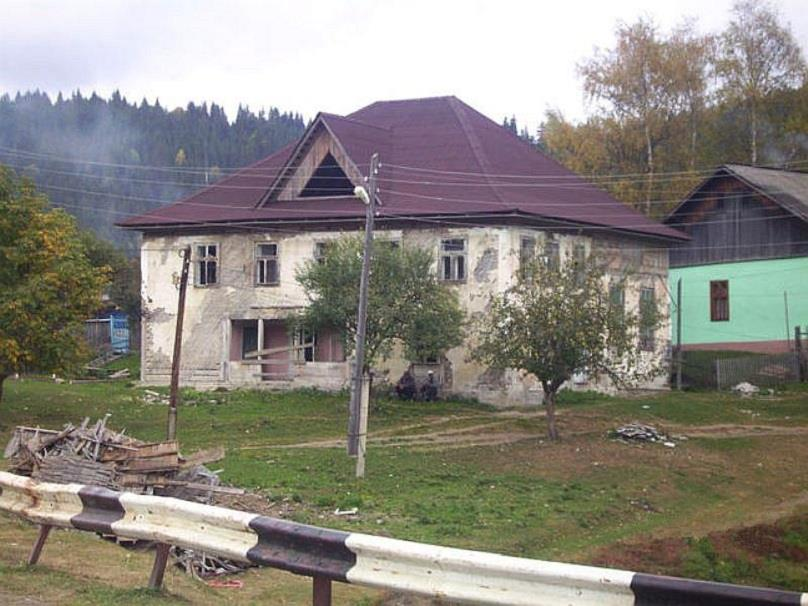
Колишня синагога в Селятині
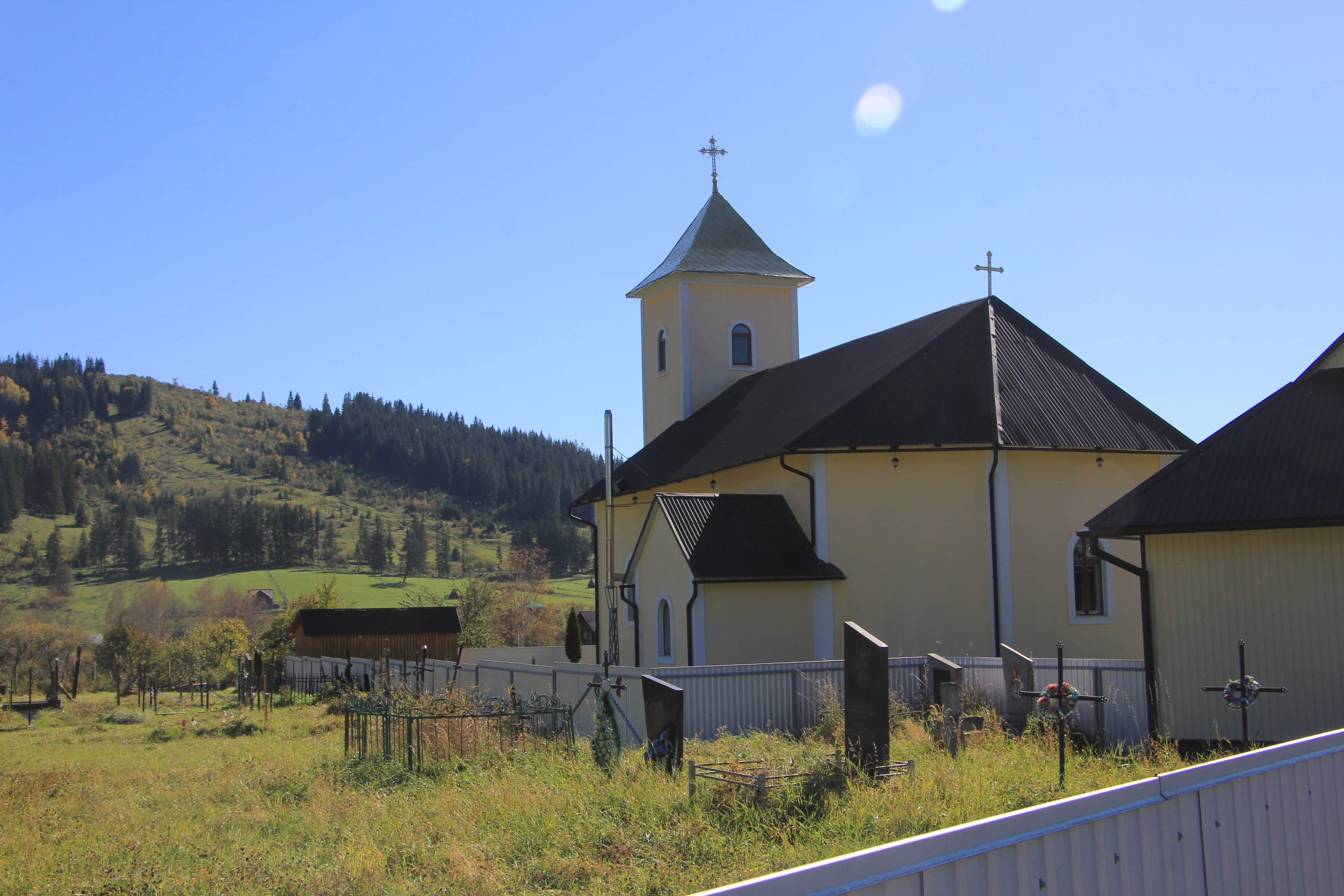
Церква Св. Володимира
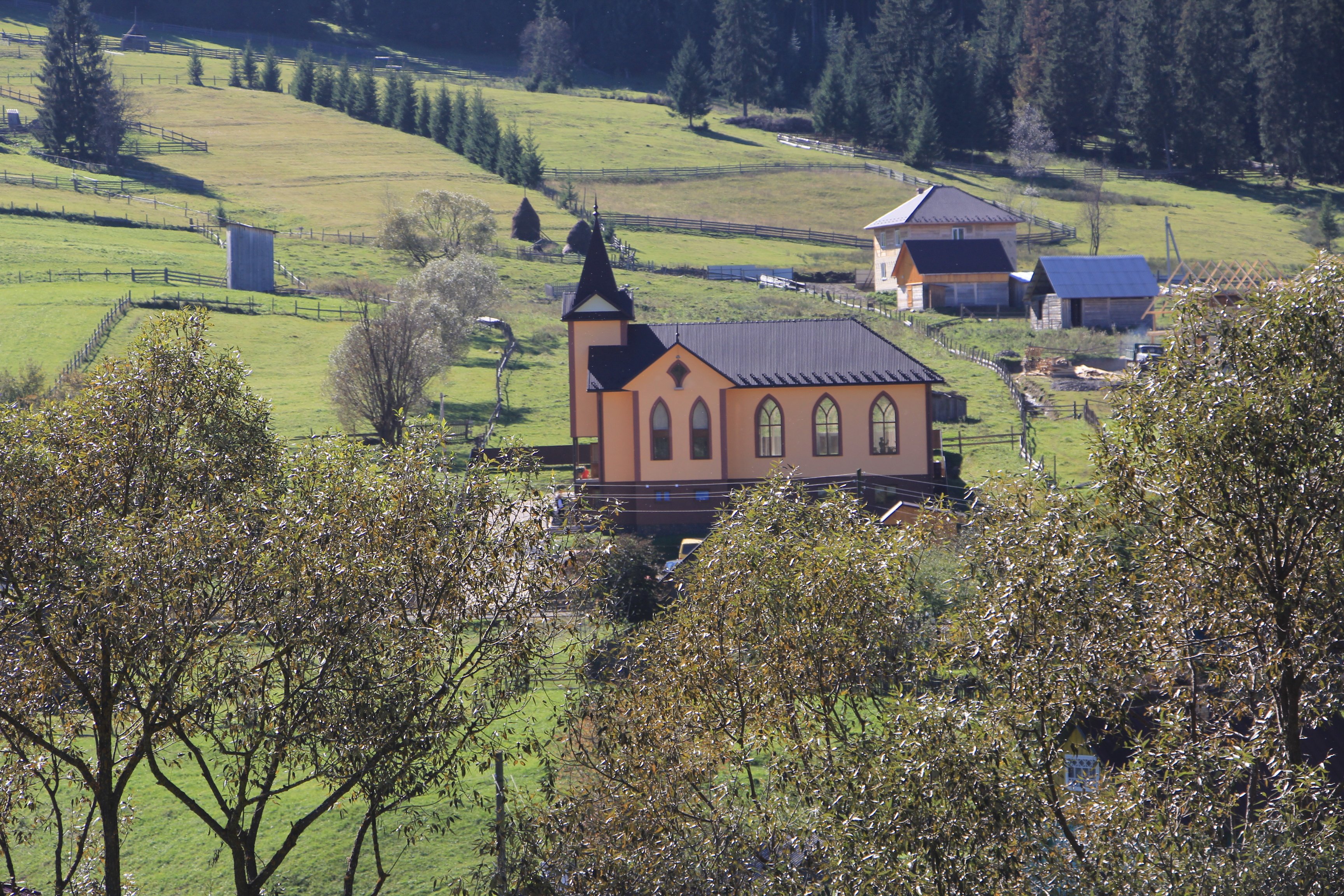
Дім молитви
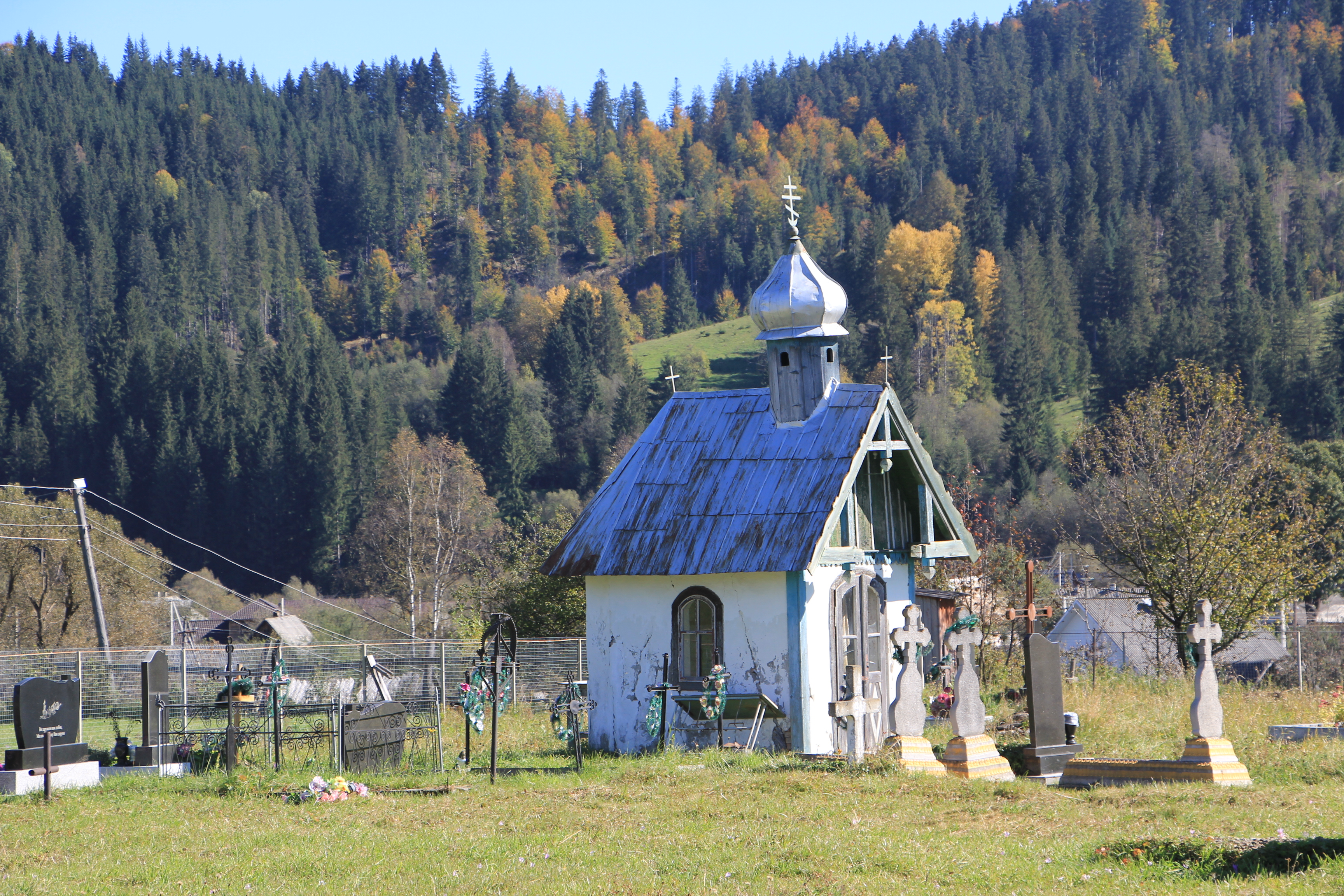
Церква Св. Володимира. Каплиця
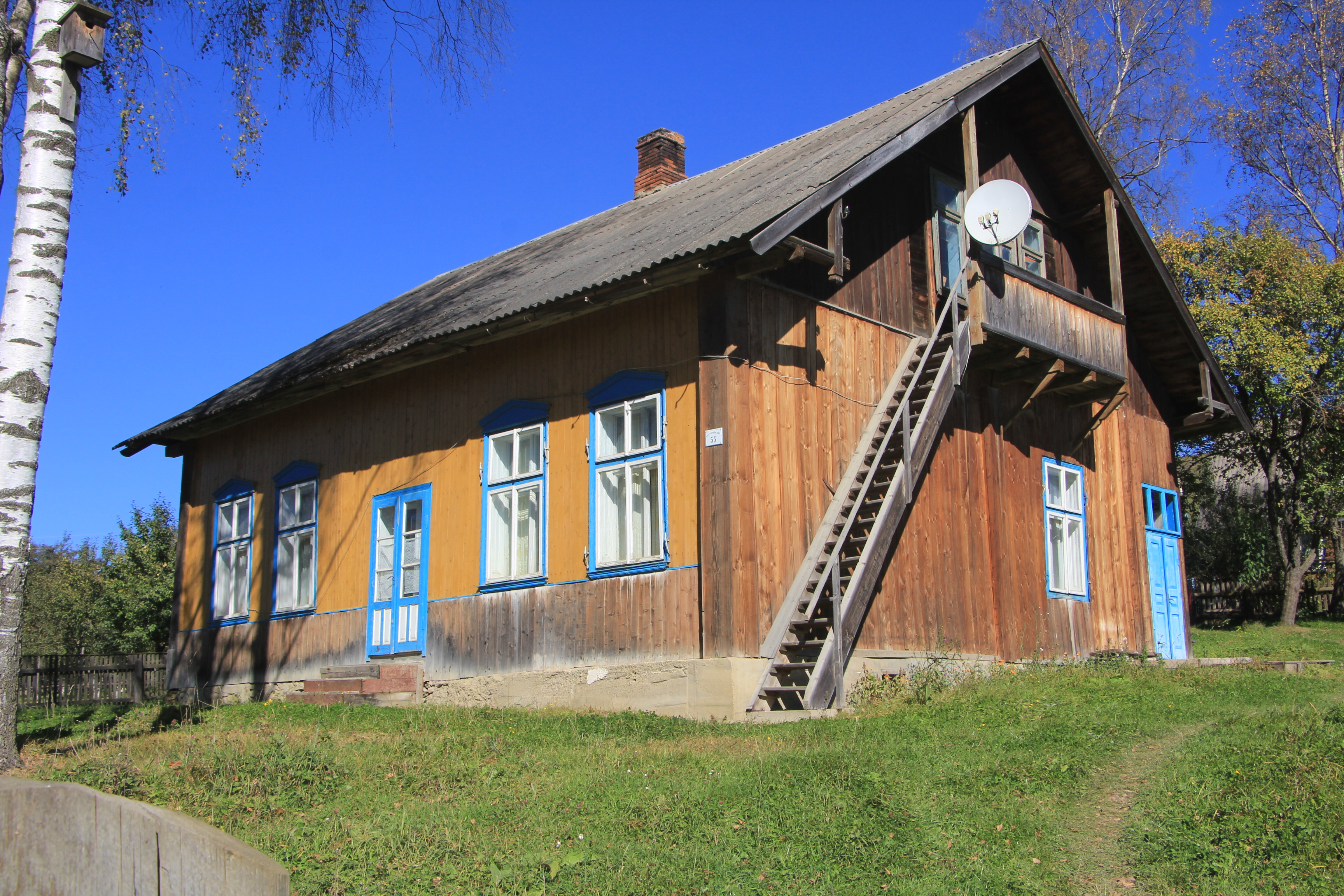
Дерев'яна хата
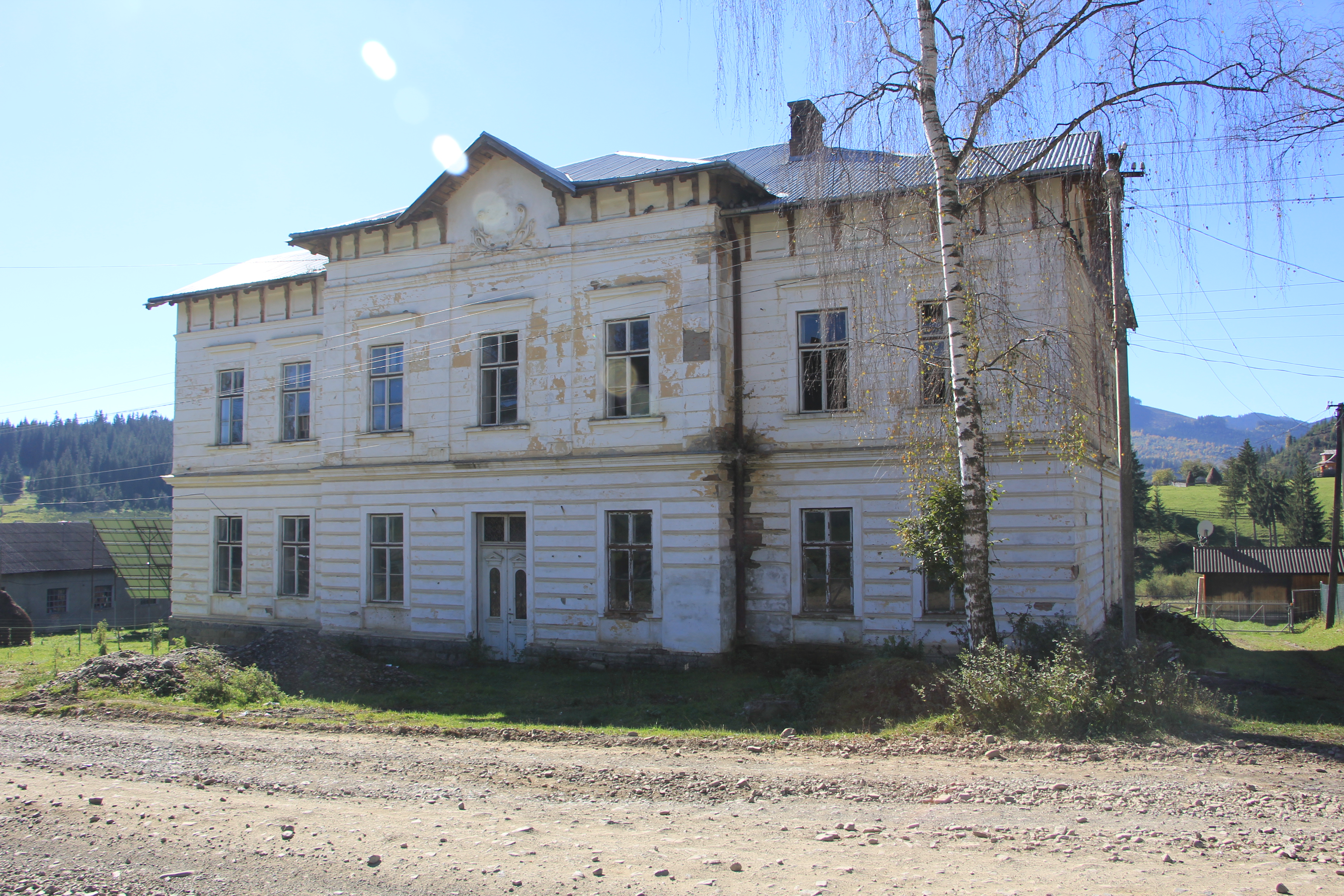
Покинута будівля